# Gerard van As
Gerard Pieter van As (Gouda, 12 november 1944) is een Nederlands politicus. Hij zat van 23 mei 2002 tot augustus 2006 namens de LPF in de Tweede Kamer. Op 16 augustus 2006 maakte hij bekend vanwege een meningsverschil met het partijbestuur per direct van de LPF over te stappen naar de Groep Nawijn. Van As was vanaf 5 oktober 2004 tot zijn overstap fractievoorzitter en politiek leider van de LPF.

## Biografie
Na de middelbare school volgde hij de opleiding gemeenteadministratie en gemeentefinanciën in Rotterdam. Hij studeerde rechten (kandidaats) aan de Rijksuniversiteit Leiden. Na zijn studie werkte Gerard van As onder meer als vastgoedbemiddelaar en vastgoedadviseur. Hij was van september 1978 tot en met september 1994 lid van de gemeenteraad en vanaf september 1982 tot en met mei 1993 wethouder (ruimtelijke ordening, stadsontwikkeling, volkshuisvesting, grondzaken, economische zaken, sport en recreatie) namens de VVD in zijn woonplaats Alphen aan den Rijn. In de jaren dat Van As actief was in Alphen aan den Rijn is hij onder meer mede verantwoordelijk geweest voor de aanleg van rijksweg N11.
In december 2001 zegde hij zijn lidmaatschap van de VVD op en korte tijd later werd hij lid van de LPF. In 2002 werd hij gekozen tot lid van de Tweede Kamer namens deze partij. Als LPF-Kamerlid hield hij zich bezig met financiën, rijksuitgaven.
In de zomer van 2006 stapte Van As na onenigheid in de LPF-fractie op. Naar eigen zeggen liet VVD-lijsttrekker Mark Rutte hem daarop weten dat hij altijd welkom is binnen de VVD. Van As verklaarde dat in het Algemeen Dagblad. Tot een overstap naar de VVD-fractie kwam het echter niet en Van As sloot zich aan bij de Groep Nawijn, die aan de verkiezingen zou deelnemen onder de naam Partij voor Nederland. Op 11 september besloot Van As uit de Groep Nawijn te stappen vanwege de - in zijn ogen - te rechtse koers van de PVN. Daarnaast voelde Van As zich geschoffeerd omdat Nawijn in de media had gezegd dat hij Van As geen hoge plaats zou geven op zijn kandidatenlijst. Hiermee ontstond kortstondig de Groep Van As. Een dag later maakte hij bekend uit de Kamer te gaan, en zijn zetel alsnog aan de LPF ter beschikking te stellen.

## Na het Kamerlidmaatschap
Op 12 september 2006 bedankte hij als lid van de Tweede Kamer en trok zich terug uit de actieve politiek. Op zijn eigen website liet Van As weten dat hij zich bezig ging houden met vastgoedbemiddeling en met genealogisch onderzoek naar de familie Van Assche.
In 2010 nam Van As als lijsttrekker deel aan de gemeenteraadsverkiezingen in Alphen aan den Rijn met de nieuwe lokale partij Nieuw Elan. De partij kwam met drie zetels binnen in de raad. Bij de hierop volgende verkiezingen (herindelingsverkiezingen in 2013) groeide de partij naar zes zetels en werd daarmee de tweede partij. Dit mondde uit in een nieuw wethouderschap voor Van As. De volgende gemeenteraadsverkiezingen, die van 2018, waren voor Nieuw Elan de succesvolste ooit: de partij werd de grootste fractie in de gemeenteraad, met 10 zetels.

## Persoonlijk
Van As is gehuwd en heeft twee zoons en twee dochters. Zijn oudere broer Leendert van As was burgemeester.
- Parlement.com: vg9fgopt5nzz